# Scherma ai Giochi della IX Olimpiade - Fioretto individuale maschile
La competizione del fioretto individuale maschile  di scherma ai Giochi della IX Olimpiade si tenne i giorni 31 luglio e 1º agosto 1928 presso lo Schermzaal di Amsterdam. 

## Risultati
Nel primo turno i 54 concorrenti furono divisi in otto gironi eliminatori con assalti alle cinque stoccate.
I primi tre classificati di ogni gironi furono ammessi ai gironi di semifinale.
A parità di vittorie contavano le minor stoccate subite, in caso di ulteriore parità contavano le maggior stoccate fatte.
Successivamente i primi quattro classificati dei tre gironi di semifinale furono ammessi al girone finale.
Per determinare l'assegnazione delle medaglie si disputò uno spareggio tra Gaudin, Casmir e Gaudini che avevano concluso il girone con lo stesso numero di vittorie.

### 1 Turno
| Pos. | Atleta              | Nazione     | Vittorie | SF | SC | Incontri | Incontri | Incontri | Incontri | Incontri | Incontri |
| Pos. | Atleta              | Nazione     | Vittorie | SF | SC | DER      | SCH      | CAL      | MOS      | BER      | ABD      |
| ---- | ------------------- | ----------- | -------- | -- | -- | -------- | -------- | -------- | -------- | -------- | -------- |
| 1    | Albert De Roocker   | Belgio      | 4        | 24 | 13 | X        | 4-5      | 5-3      | 5-3      | 5-0      | 5-2      |
| 2    | Zoltán Schenker     | Ungheria    | 4        | 24 | 16 | 5-4      | X        | 5-1      | 4-5      | 5-3      | 5-3      |
| 3    | George Calnan       | Stati Uniti | 3        | 19 | 16 | 3-5      | 1-5      | X        | 5-2      | 5-3      | 5-1      |
| 4    | Frans Mosman        | Paesi Bassi | 3        | 20 | 18 | 3-5      | 5-4      | 2-5      | X        | 5-2      | 5-2      |
| 5    | Jens Berthelsen     | Danimarca   | 1        | 13 | 21 | 0-5      | 3-5      | 3-5      | 2-5      | X        | 5-1      |
| 6    | Mahmoud Ahmed Abdin | Egitto      | 0        | 9  | 25 | 2-5      | 3-5      | 1-5      | 2-5      | 1-5      | X        |

| Pos. | Atleta            | Nazione   | Vittorie | SF | SC | Incontri | Incontri | Incontri | Incontri | Incontri | Incontri |
| Pos. | Atleta            | Nazione   | Vittorie | SF | SC | GAR      | GAU      | CAS      | FAL      | OSI      | KÁL      |
| ---- | ----------------- | --------- | -------- | -- | -- | -------- | -------- | -------- | -------- | -------- | -------- |
| 1    | Ivan Osiier       | Danimarca | 5        | 25 | 13 | 5-2      | 5-4      | 5-2      | 5-2      | X        | 5-3      |
| 2    | Erwin Casmir      | Germania  | 4        | 22 | 10 | 5-0      | 5-3      | X        | 5-1      | 2-5      | 5-1      |
| 3    | Giulio Gaudini    | Italia    | 3        | 22 | 15 | 5-1      | X        | 3-5      | 5-3      | 4-5      | 5-1      |
| 4    | Johan Falkenberg  | Norvegia  | 2        | 16 | 21 | 5-3      | 3-5      | 1-5      | X        | 2-5      | 5-3      |
| 5    | Gusztáv Kálniczky | Ungheria  | 1        | 13 | 23 | 5-3      | 1-5      | 1-5      | 3-5      | 3-5      | X        |
| 6    | Fernando García   | Spagna    | 0        | 9  | 25 | X        | 1-5      | 0-5      | 3-5      | 2-5      | 3-5      |

| Pos. | Atleta               | Nazione       | Vittorie | SF | SC | Incontri | Incontri | Incontri | Incontri | Incontri | Incontri |
| Pos. | Atleta               | Nazione       | Vittorie | SF | SC | GAU      | GAZ      | LEV      | EMP      | PEA      | BOT      |
| ---- | -------------------- | ------------- | -------- | -- | -- | -------- | -------- | -------- | -------- | -------- | -------- |
| 1    | Lucien Gaudin        | Francia       | 5        | 25 | 3  | X        | 5-1      | 5-1      | 5-1      | 5-0      | 5-0      |
| 2    | Fritz Gazzera        | Germania      | 3        | 20 | 15 | 1-5      | X        | 5-2      | 5-3      | 5-0      | 4-5      |
| 3    | Joe Levis            | Stati Uniti   | 3        | 18 | 16 | 1-5      | 2-5      | X        | 5-4      | 5-0      | 5-2      |
| 4    | Eugène Empeyta       | Svizzera      | 2        | 18 | 20 | 1-5      | 3-5      | 4-5      | X        | 5-3      | 5-2      |
| 5    | Denis Pearce         | Gran Bretagna | 1        | 8  | 23 | 0-5      | 0-5      | 0-5      | 3-5      | X        | 5-3      |
| 6    | Konstantinos Botasis | Grecia        | 1        | 12 | 24 | 0-5      | 5-4      | 2-5      | 2-5      | 3-5      | X        |

| Pos. | Atleta                    | Nazione       | Vittorie | SF | SC | Incontri | Incontri | Incontri | Incontri | Incontri | Incontri | Incontri | Incontri |
| Pos. | Atleta                    | Nazione       | Vittorie | SF | SC | HER      | MON      | PIG      | PÊC      | VIÑ      | ALB      | KUN      | NIK      |
| ---- | ------------------------- | ------------- | -------- | -- | -- | -------- | -------- | -------- | -------- | -------- | -------- | -------- | -------- |
| 1    | Ugo Pignotti              | Italia        | 7        | 35 | 12 | 5-1      | 5-3      | X        | 5-1      | 5-1      | 5-3      | 5-3      | 5-0      |
| 2    | Oscar Viñas               | Argentina     | 5        | 30 | 21 | 5-1      | 5-4      | 1-5      | 4-5      | X        | 5-0      | 5-3      | 5-3      |
| 3    | Pierre Pêcher             | Belgio        | 5        | 30 | 24 | 5-3      | 4-5      | 1-5      | X        | 5-4      | 5-3      | 5-2      | 5-2      |
| 4    | Robert Montgomerie        | Gran Bretagna | 3        | 27 | 32 | 2-5      | X        | 3-5      | 5-4      | 4-5      | 5-4      | 5-4      | 3-5      |
| 5    | Sebastião Herédia         | Portogallo    | 3        | 24 | 29 | X        | 5-2      | 1-5      | 3-5      | 1-5      | 5-4      | 4-5      | 5-3      |
| 6    | Paul Kunze                | Paesi Bassi   | 3        | 27 | 26 | 5-4      | 4-5      | 3-5      | 2-5      | 3-5      | 5-1      | X        | 5-1      |
| 7    | John Albaret              | Svizzera      | 1        | 20 | 30 | 4-5      | 4-5      | 3-5      | 3-5      | 0-5      | X        | 1-5      | 5-0      |
| 8    | Konstantinos Nikolopoulos | Grecia        | 1        | 14 | 33 | 3-5      | 5-3      | 0-5      | 2-5      | 3-5      | 0-5      | 1-5      | X        |

| Pos. | Atleta             | Nazione       | Vittorie | SF | SC | Incontri | Incontri | Incontri | Incontri | Incontri | Incontri | Incontri |
| Pos. | Atleta             | Nazione       | Vittorie | SF | SC | PUL      | MOY      | NED      | WAN      | LOR      | FIT      | GOY      |
| ---- | ------------------ | ------------- | -------- | -- | -- | -------- | -------- | -------- | -------- | -------- | -------- | -------- |
| 1    | Oreste Puliti      | Italia        | 6        | 30 | 2  | X        | 5-1      | 5-0      | 5-0      | 5-0      | 5-0      | 5-1      |
| 2    | Saul Moyal         | Egitto        | 4        | 24 | 18 | 1-5      | X        | 3-5      | 5-2      | 5-1      | 5-4      | 5-1      |
| 3    | Nicolaas Nederpeld | Paesi Bassi   | 4        | 23 | 22 | 0-5      | 5-3      | X        | 5-4      | 5-2      | 5-3      | 3-5      |
| 4    | Thomas Wand-Tetley | Gran Bretagna | 3        | 21 | 22 | 0-5      | 2-5      | 4-5      | X        | 5-2      | 5-4      | 5-1      |
| 5    | Frithjof Lorentzen | Norvegia      | 2        | 15 | 25 | 0-5      | 1-5      | 2-5      | 2-5      | X        | 5-3      | 5-2      |
| 6    | Frédéric Fitting   | Svizzera      | 1        | 19 | 26 | 0-5      | 4-5      | 3-5      | 4-5      | 3-5      | X        | 5-1      |
| 7    | Tomás Goyoaga      | Cile          | 1        | 11 | 28 | 1-5      | 1-5      | 5-3      | 1-5      | 2-5      | 1-5      | X        |

| Pos. | Atleta          | Nazione    | Vittorie | SF | SC | Incontri | Incontri | Incontri | Incontri | Incontri | Incontri |
| Pos. | Atleta          | Nazione    | Vittorie | SF | SC | ROZ      | LIO      | UGG      | GAR      | SEG      | FRE      |
| ---- | --------------- | ---------- | -------- | -- | -- | -------- | -------- | -------- | -------- | -------- | -------- |
| 1    | György Rozgonyi | Ungheria   | 5        | 25 | 8  | X        | 5-1      | 5-4      | 5-1      | 5-1      | 5-1      |
| 2    | Hans Lion       | Austria    | 4        | 21 | 15 | 1-5      | X        | 5-4      | 5-3      | 5-2      | 5-1      |
| 3    | Bertil Uggla    | Svezia     | 3        | 23 | 17 | 4-5      | 4-5      | X        | 5-3      | 5-3      | 5-1      |
| 4    | Domingo García  | Spagna     | 2        | 17 | 17 | 1-5      | 3-5      | 3-5      | X        | 5-2      | 5-0      |
| 5    | Władysław Segda | Polonia    | 1        | 13 | 21 | 1-5      | 2-5      | 3-5      | 2-5      | X        | 5-1      |
| 6    | Ðuro Freund     | Jugoslavia | 0        | 4  | 25 | 1-5      | 1-5      | 1-5      | 0-5      | 1-5      | X        |

| Pos. | Atleta            | Nazione   | Vittorie | SF | SC | Incontri | Incontri | Incontri | Incontri | Incontri | Incontri | Incontri |
| Pos. | Atleta            | Nazione   | Vittorie | SF | SC | CAT      | ETT      | BRU      | BÆR      | BER      | APP      | CAR      |
| ---- | ----------------- | --------- | -------- | -- | -- | -------- | -------- | -------- | -------- | -------- | -------- | -------- |
| 1    | Philippe Cattiau  | Francia   | 6        | 30 | 12 | X        | 5-4      | 5-2      | 5-0      | 5-3      | 5-2      | 5-1      |
| 2    | Kurt Ettinger     | Austria   | 5        | 29 | 16 | 4-5      | X        | 5-4      | 5-4      | 5-2      | 5-1      | 5-0      |
| 3    | Raymond Bru       | Belgio    | 4        | 26 | 20 | 2-5      | 4-5      | X        | 5-1      | 5-4      | 5-2      | 5-3      |
| 4    | Kim Bærentzen     | Danimarca | 3        | 20 | 25 | 0-5      | 4-5      | 1-5      | X        | 5-2      | 5-4      | 5-4      |
| 5    | Jacob Bergsland   | Norvegia  | 2        | 21 | 24 | 3-5      | 2-5      | 4-5      | 2-5      | X        | 5-0      | 5-4      |
| 6    | Torvald Appelroth | Finlandia | 1        | 14 | 28 | 2-5      | 1-5      | 2-5      | 4-5      | 0-5      | X        | 5-3      |
| 7    | Gheorghe Caranfil | Romania   | 0        | 15 | 30 | 1-5      | 0-5      | 3-5      | 4-5      | 4-5      | 3-5      | X        |

| Pos. | Atleta          | Nazione     | Vittorie | SF | SC | Incontri | Incontri | Incontri | Incontri | Incontri | Incontri | Incontri | Incontri |
| Pos. | Atleta          | Nazione     | Vittorie | SF | SC | DUC      | EVE      | SAV      | TIN      | BRÜ      | MIS      | THO      | ALE      |
| ---- | --------------- | ----------- | -------- | -- | -- | -------- | -------- | -------- | -------- | -------- | -------- | -------- | -------- |
| 1    | Roger Ducret    | Francia     | 7        | 35 | 13 | X        | 5-4      | 5-1      | 5-1      | 5-4      | 5-1      | 5-0      | 5-2      |
| 2    | Dernell Every   | Stati Uniti | 5        | 33 | 24 | 4-5      | X        | 5-4      | 4-5      | 5-2      | 5-4      | 5-3      | 5-1      |
| 3    | Mihai Savu      | Romania     | 4        | 26 | 22 | 1-5      | 4-5      | X        | 5-3      | 1-5      | 5-3      | 5-0      | 5-1      |
| 4    | Ivar Tingdahl   | Svezia      | 4        | 26 | 27 | 1-5      | 5-4      | 3-5      | X        | 5-4      | 2-5      | 5-2      | 5-2      |
| 5    | Richard Brünner | Austria     | 3        | 27 | 23 | 4-5      | 2-5      | 5-1      | 4-5      | X        | 5-1      | 2-5      | 5-1      |
| 6    | Joseph Misrahi  | Egitto      | 3        | 24 | 26 | 1-5      | 4-5      | 3-5      | 5-2      | 1-5      | X        | 5-2      | 5-2      |
| 7    | Julius Thomson  | Germania    | 2        | 17 | 31 | 0-5      | 3-5      | 0-5      | 2-5      | 5-2      | 2-5      | X        | 5-4      |
| 8    | Armando Alemán  | Spagna      | 0        | 13 | 35 | 2-5      | 1-5      | 1-5      | 2-5      | 1-5      | 2-5      | 4-5      | X        |

### Semifinali
| Pos. | Atleta             | Nazione     | Vittorie | SF  | SC  | Incontri | Incontri | Incontri | Incontri | Incontri | Incontri | Incontri | Incontri |
| Pos. | Atleta             | Nazione     | Vittorie | SF  | SC  | CAS      | PIG      | CAT      | LEV      | LIO      | SCH      | NED      | DER      |
| ---- | ------------------ | ----------- | -------- | --- | --- | -------- | -------- | -------- | -------- | -------- | -------- | -------- | -------- |
| 1    | Erwin Casmir       | Germania    | 6        | 30  | 15  | X        | 5-3      | 5-3      | 5-3      | 5-4      | 5-0      | 5-2      | -        |
| 2    | Ugo Pignotti       | Italia      | 5        | 28  | 12  | 3-5      | X        | 5-3      | 5-1      | 5-1      | 5-2      | 5-0      | -        |
| 3    | Philippe Cattiau   | Francia     | 4        | 26  | 17  | 3-5      | 3-5      | X        | 5-3      | 5-1      | 5-0      | 5-3      | -        |
| 4    | Joe Levis          | Stati Uniti | 3        | 22  | 22  | 3-5      | 1-5      | 3-5      | X        | 5-4      | 5-2      | 5-1      | -        |
| 5    | Hans Lion          | Austria     | 2        | 20  | 25  | 4-5      | 1-5      | 1-5      | 4-5      | X        | 5-2      | 5-3      | -        |
| 6    | Zoltán Schenker    | Ungheria    | 1        | 11  | 28  | 0-5      | 2-5      | 0-5      | 2-5      | 2-5      | X        | 5-3      | -        |
| 7    | Nicolaas Nederpeld | Paesi Bassi | 0        | 12  | 30  | 2-5      | 0-5      | 3-5      | 1-5      | 3-5      | 3-5      | X        | -        |
| 8    | Albert De Roocker  | Belgio      | DNF      | DNF | DNF | DNF      | DNF      | DNF      | DNF      | DNF      | DNF      | DNF      | DNF      |

| Pos. | Atleta          | Nazione     | Vittorie | SF | SC | Incontri | Incontri | Incontri | Incontri | Incontri | Incontri | Incontri | Incontri |
| Pos. | Atleta          | Nazione     | Vittorie | SF | SC | PUL      | DUC      | ROZ      | UGG      | SAV      | MOY      | PÊC      | EVE      |
| ---- | --------------- | ----------- | -------- | -- | -- | -------- | -------- | -------- | -------- | -------- | -------- | -------- | -------- |
| 1    | Oreste Puliti   | Italia      | 7        | 35 | 16 | X        | 5-1      | 5-4      | 5-1      | 5-0      | 5-3      | 5-4      | 5-3      |
| 2    | Roger Ducret    | Francia     | 5        | 28 | 19 | 1-5      | X        | 2-5      | 5-1      | 5-0      | 5-1      | 5-3      | 5-4      |
| 3    | György Rozgonyi | Ungheria    | 5        | 31 | 24 | 4-5      | 5-2      | X        | 5-4      | 5-2      | 2-5      | 5-2      | 5-4      |
| 4    | Bertil Uggla    | Svezia      | 3        | 24 | 23 | 1-5      | 1-5      | 4-5      | X        | 3-5      | 5-2      | 5-1      | 5-0      |
| 5    | Mihai Savu      | Romania     | 3        | 21 | 31 | 0-5      | 0-5      | 2-5      | 5-3      | X        | 5-4      | 4-5      | 5-4      |
| 6    | Saul Moyal      | Egitto      | 2        | 23 | 31 | 3-5      | 1-5      | 5-2      | 2-5      | 4-5      | X        | 3-5      | 5-4      |
| 7    | Pierre Pêcher   | Belgio      | 2        | 23 | 32 | 4-5      | 3-5      | 2-5      | 1-5      | 5-4      | 5-3      | X        | 3-5      |
| 8    | Dernell Every   | Stati Uniti | 1        | 24 | 33 | 3-5      | 4-5      | 4-5      | 0-5      | 4-5      | 4-5      | 5-3      | X        |

| Pos. | Atleta         | Nazione     | Vittorie | SF | SC | Incontri | Incontri | Incontri | Incontri | Incontri | Incontri | Incontri | Incontri |
| Pos. | Atleta         | Nazione     | Vittorie | SF | SC | G.IN     | G.NI     | BRU      | GAZ      | OSI      | ETT      | CAL      | VIÑ      |
| ---- | -------------- | ----------- | -------- | -- | -- | -------- | -------- | -------- | -------- | -------- | -------- | -------- | -------- |
| 1    | Lucien Gaudin  | Francia     | 7        | 35 | 7  | X        | 5-2      | 5-1      | 5-1      | 5-1      | 5-1      | 5-1      | 5-0      |
| 2    | Giulio Gaudini | Italia      | 5        | 31 | 14 | 2-5      | X        | 5-1      | 5-0      | 4-5      | 5-1      | 5-1      | 5-1      |
| 3    | Raymond Bru    | Belgio      | 5        | 27 | 20 | 1-5      | 1-5      | X        | 5-3      | 5-2      | 5-3      | 5-2      | 5-0      |
| 4    | Fritz Gazzera  | Germania    | 4        | 24 | 18 | 1-5      | 0-5      | 3-5      | X        | 5-2      | 5-1      | 5-0      | 5-0      |
| 5    | Ivan Osiier    | Danimarca   | 3        | 24 | 26 | 1-5      | 5-4      | 2-5      | 2-5      | X        | 4-5      | 5-1      | 5-1      |
| 6    | Kurt Ettinger  | Austria     | 2        | 19 | 32 | 1-5      | 1-5      | 3-5      | 1-5      | 5-4      | X        | 3-5      | 5-3      |
| 7    | George Calnan  | Stati Uniti | 1        | 13 | 33 | 1-5      | 1-5      | 2-5      | 0-5      | 1-5      | 5-3      | X        | 3-5      |
| 8    | Oscar Viñas    | Argentina   | 1        | 10 | 33 | 0-5      | 1-5      | 0-5      | 0-5      | 1-5      | 3-5      | 5-3      | X        |

### Girone finale
| Pos. | Atleta           | Nazione     | Vittorie | SF | SC | Incontri | Incontri | Incontri | Incontri | Incontri | Incontri | Incontri | Incontri | Incontri | Incontri | Incontri | Incontri |
| Pos. | Atleta           | Nazione     | Vittorie | SF | SC | G.IN     | CAS      | G.NI     | PUL      | CAT      | BRU      | PIG      | GAZ      | DUC      | ROZ      | LEV      | UGG      |
| ---- | ---------------- | ----------- | -------- | -- | -- | -------- | -------- | -------- | -------- | -------- | -------- | -------- | -------- | -------- | -------- | -------- | -------- |
| -    | Lucien Gaudin    | Francia     | 9        | 49 | 24 | X        | 3-5      | 5-4      | 1-5      | 5-1      | 5-0      | 5-1      | 5-0      | 5-2      | 5-2      | 5-3      | 5-1      |
| -    | Erwin Casmir     | Germania    | 9        | 49 | 29 | 5-3      | X        | 4-5      | 5-4      | 0-5      | 5-1      | 5-4      | 5-3      | 5-2      | 5-1      | 5-0      | 5-1      |
| -    | Giulio Gaudini   | Italia      | 9        | 53 | 34 | 4-5      | 5-4      | X        | 5-4      | 5-2      | 5-4      | 5-2      | 4-5      | 5-4      | 5-1      | 5-2      | 5-1      |
| 4    | Oreste Puliti    | Italia      | 8        | 51 | 27 | 5-1      | 4-5      | 4-5      | X        | 5-2      | 3-5      | 5-4      | 5-1      | 5-1      | 5-1      | 5-1      | 5-1      |
| 5    | Philippe Cattiau | Francia     | 7        | 43 | 32 | 1-5      | 5-0      | 2-5      | 2-5      | X        | 3-5      | 5-2      | 5-2      | 5-1      | 5-2      | 5-4      | 5-1      |
| 6    | Raymond Bru      | Belgio      | 7        | 42 | 41 | 0-5      | 1-5      | 4-5      | 5-3      | 5-3      | X        | 5-3      | 5-3      | 2-5      | 5-1      | 5-4      | 5-4      |
| 7    | Ugo Pignotti     | Italia      | 4        | 40 | 48 | 1-5      | 4-5      | 2-5      | 4-5      | 2-5      | 3-5      | X        | 4-5      | 5-4      | 5-4      | 5-2      | 5-3      |
| 8    | Fritz Gazzera    | Germania    | 4        | 37 | 49 | 0-5      | 3-5      | 5-4      | 1-5      | 2-5      | 3-5      | 5-4      | X        | 5-3      | 4-5      | 4-5      | 5-3      |
| 9    | Roger Ducret     | Francia     | 3        | 36 | 48 | 2-5      | 2-5      | 4-5      | 1-5      | 1-5      | 5-2      | 4-5      | 3-5      | X        | 5-4      | 5-2      | 4-5      |
| 10   | György Rozgonyi  | Ungheria    | 3        | 31 | 52 | 2-5      | 1-5      | 1-5      | 1-5      | 2-5      | 1-5      | 4-5      | 5-4      | 4-5      | X        | 5-4      | 5-4      |
| 11   | Joe Levis        | Stati Uniti | 2        | 32 | 49 | 3-5      | 0-5      | 2-5      | 1-5      | 4-5      | 4-5      | 2-5      | 5-4      | 2-5      | 4-5      | X        | 5-0      |
| 12   | Bertil Uggla     | Svezia      | 1        | 24 | 54 | 1-5      | 1-5      | 1-5      | 1-5      | 1-5      | 4-5      | 3-5      | 3-5      | 5-4      | 4-5      | 0-5      | X        |

### Spareggio
| Pos.    | Atleta         | Nazione  | Vittorie | SF | SC | Incontri | Incontri | Incontri |
| Pos.    | Atleta         | Nazione  | Vittorie | SF | SC | G.IN     | CAS      | G.NI     |
| ------- | -------------- | -------- | -------- | -- | -- | -------- | -------- | -------- |
| Oro     | Lucien Gaudin  | Francia  | 2        | 10 | 5  | X        | 5-1      | 5-4      |
| Argento | Erwin Casmir   | Germania | 1        | 6  | 8  | 1-5      | X        | 5-3      |
| Bronzo  | Giulio Gaudini | Italia   | 0        | 7  | 10 | 4-5      | 3-5      | X        |